# Municipio de Lincoln (condado de Smith)
El municipio de Lincoln (en inglés: Lincoln Township) es un municipio ubicado en el condado de Smith en el estado estadounidense de Kansas. En el año 2010 tenía una población de 71 habitantes y una densidad poblacional de 0,76 personas por km².

## Geografía
El municipio de Lincoln se encuentra ubicado en las coordenadas 39°36′13″N 98°33′21″O / 39.60361, -98.55583. Según la Oficina del Censo de los Estados Unidos, el municipio tiene una superficie total de 92.96 km², de la cual 92,81 km² corresponden a tierra firme y (0,16 %) 0,15 km² es agua.

## Demografía
Según el censo de 2010, había 71 personas residiendo en el municipio de Lincoln. La densidad de población era de 0,76 hab./km². De los 71 habitantes, el municipio de Lincoln estaba compuesto por el 97,18 % blancos, el 2,82 % eran afroamericanos. Del total de la población el 0 % eran hispanos o latinos de cualquier raza.